# رنة سانتا كلوز
في الأسطورة التقليدية، فان غزلان سانتا كلاوز يجرون مزلجته عبر السماء ويطيرون بها. لمساعدة بابا نويل على توزيع الهدايا للأطفال في عشية رأس السنة الميلادية.
اما أسماء غزلان الرنة الذين يستخدمهم بابا نويل فهم ثمانية وهم: داشر، دانسر، برانسير، فيكسين، كوميت، كيوبيد، دونر، وبليتزين. وهذه الأسماء مبنية على الأسماء الموجودة في قصيدة ظهرت عام 1823 بعنوان "زيارة من القديس نيكولاس". (وتسمى أيضا "الليلة التي تسبق عيد الميلاد")، وهي تعتبر غالبا اساس شهرة عزلان الرنة.

وبسبب شهرة أغنية عيد الميلاد بعنوان «رودولف الغزال ذو الأنف الاحمر» فإن هذه الشهرة قد جعلت الغزال رودولف ‏ أحد غزلان بابا نويل وبذلك فقد أصبح عدد غزلان بابا نويل تسعة.

## الأصول

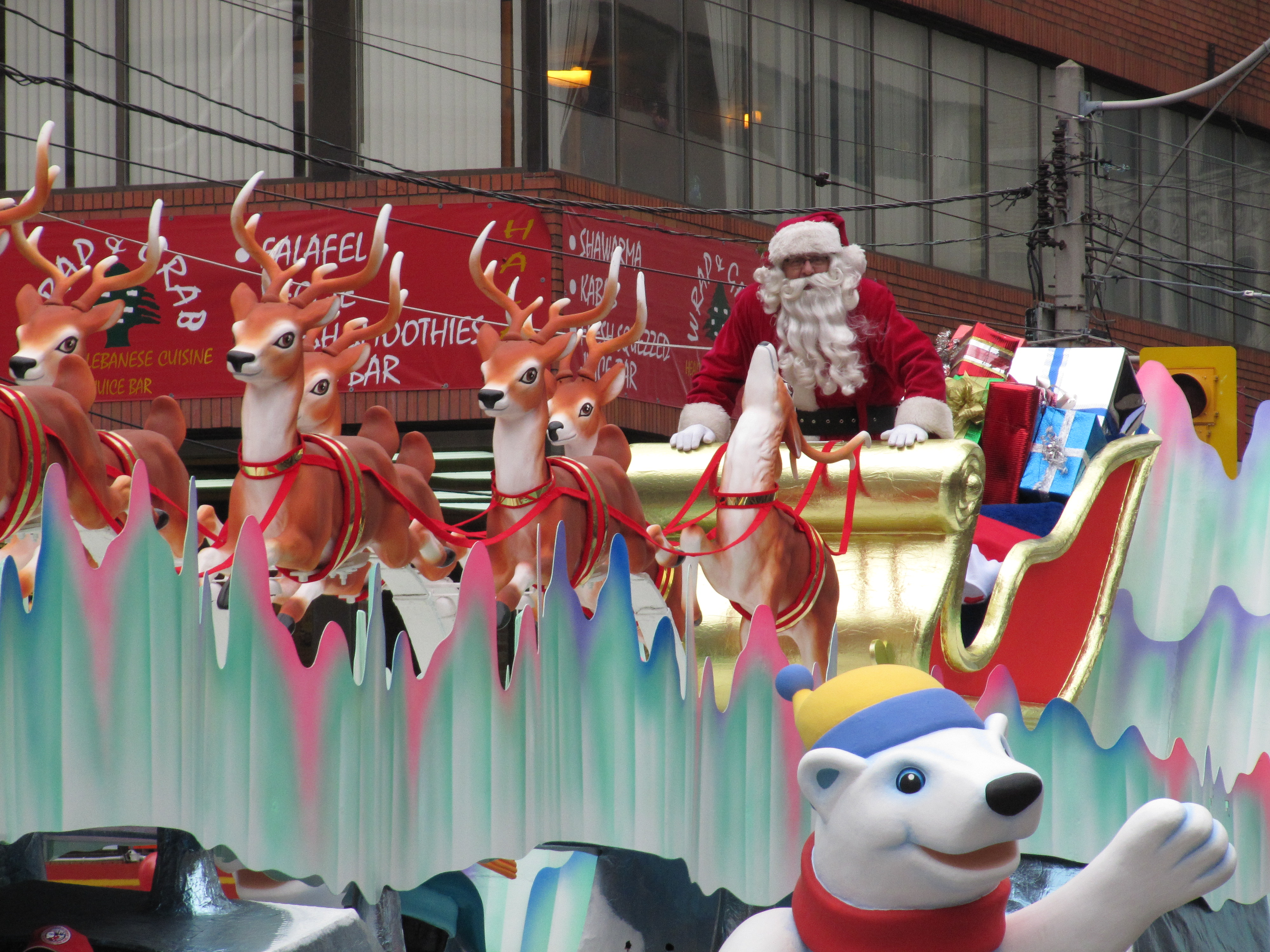
سانت كلوز (بابا نويل) مع سبعة من غزلان الرنة في استعراض بمدينة تورنتو عام 2007

غزال واحد 

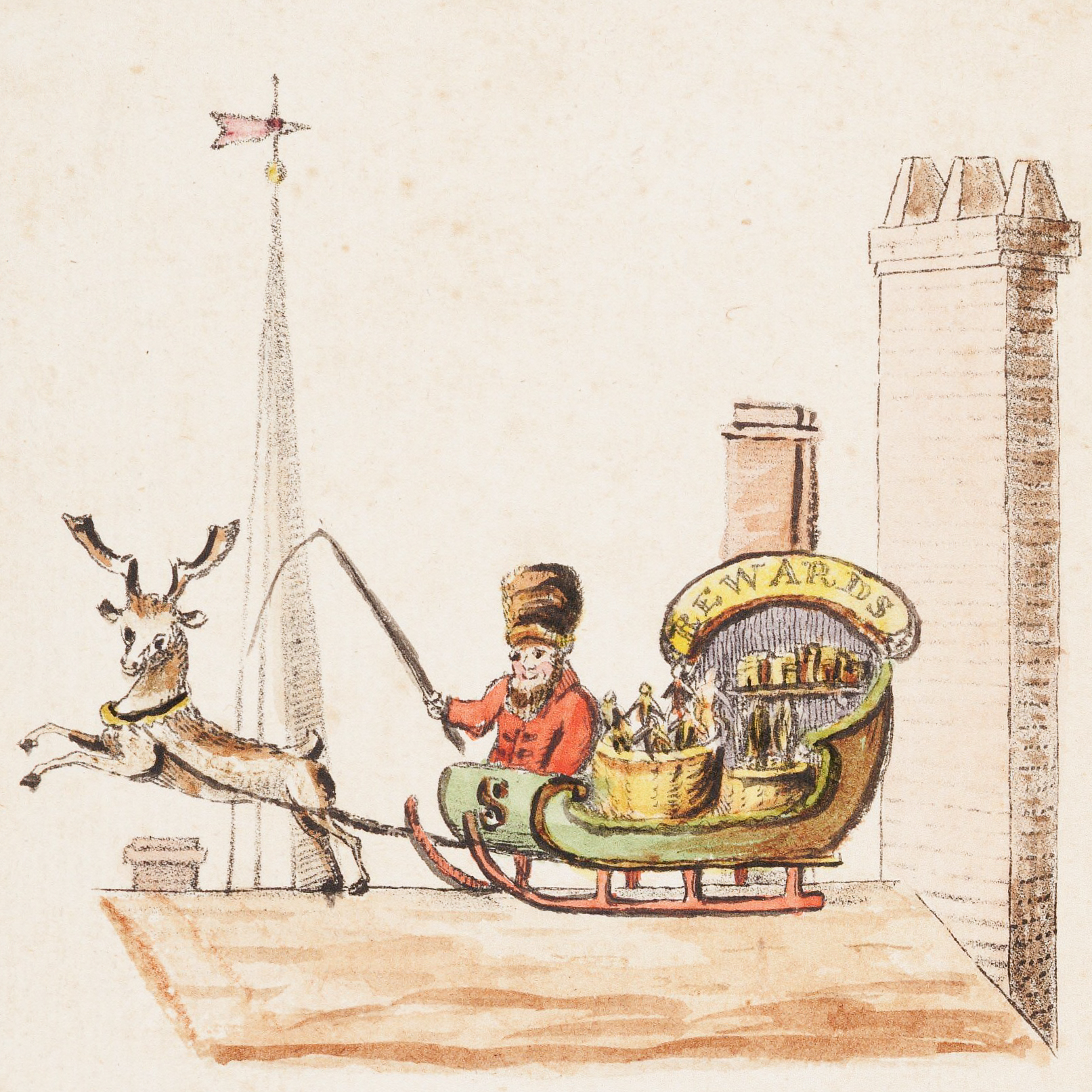
رسمة من كتاب (سانتا كلاوز الكبير مع المحب عام 1821

أول ظهور لـ (بابا نويل) راكبا عربة تجرها غزلان الرنة كان في كتاب ذو رسوم للاطفال بعنوان (سانتا كلاوز الكبير مع الحب) وهو كتاب يحتوي قصائد ورسوم موجهة للاطفال
نشر في نيويورك عام. 1821 اسم المؤلف والرسام غير معروف والكتاب يحتوي على ثمانية رسوم ملونة ونشر بواسطة (ويليام بي. غايلي)